# Cratere Lucas
Lucas è un cratere sulla superficie di Mimas.